# Peter Nielsen (botaniker)
 Der er flere personer med dette navn, se Peter Nielsen.
Peter Nielsen (28. juli 1829 – 30. september 1897) var en dansk botaniker og plantepatolog. Han blev født i Vonsbæk Sogn i det daværende Haderslev Amt ( Slesvig). Han arbejdede som ung i landbruget, men læste så til lærer ved Jelling Seminarium 1855-1857. Han blev lærer ved opdragelsesanstalten Flakkebjerg Institut 1857-1859, og derefter lærer i Ørslev, hvor han begyndte af studere den lokale flora. Han forblev mest interesseret i aspekter af botanikken med umiddelbar nytteværdi for landbruget, fx bælgafgrøder og plantesygdomme. Han var den første til at påvise og beskrive værtsskiftet hos rustsvampen Puccinia poarum mellem græsser og følfod. Han modtog midler fra det Det Kongelige Danske Landhusholdningsselskab til at aflønne en medhjælper så han kunne udføre undersøgelser ved siden af arbejdet som lærer.
Fra 1882 virkede han som Landhusholdningsselskabets konsulent og fra 1885 som statens konsulent i plantekultur. I 1886 afsked som lærer og ansættelse som leder af Forsøgsstation for Plantekultur i Tystofte ved Skælskør. Udnævnt til Ridder af Dannebrog i 1888. 
Standard auktorbetegnelse for arter beskrevet af Peter Nielsen: Nielsen

## Udvalgte arbejder
- Flommen ved Sorø. Botanisk Tidsskrift I rk. : 225-229. 1869.
- Sydvestsjællands Vegetation. Botanisk Tidsskrift  II. rk., 2. bd.: 261-389. Fransk Resumé s. 389—403. 1873.
- De for Landbruget farligste Rustarter og Midlerne mod dem. Ugeskrift for Landmænd 1: 487-500, 515-523, 549-556, 567-574. 1875.
- Bidrag til Græsmarkens Historie. Ugeskrift for Landmænd 1: 661—674. 1876.
- Bemærkninger om nogle Rustarter, navnlig om en genetisk Forbindelse mellem Aecidium tussilaginis Pers. og Puccinia poarum n. sp. Botanisk Tidsskrift 10: 26-42. 1877.
- Om Ukrudsplanten Følfod. Ugeskrift for Landmænd II: 411-419, 441-453, 467-477. 1877.
- Om Kløveravlen, de angrebne Kløverplanters Udvikling og Udseende. Ugeskrift for Landmænd 2: 585-588. 1878.